# Sidney Herbert (acteur)
Pour les articles homonymes, voir Herbert et Sidney Herbert.
Sidney Herbert, né vers 1860 en Angleterre et mort le 24 décembre 1927 à Londres, est un acteur anglais.

## Biographie

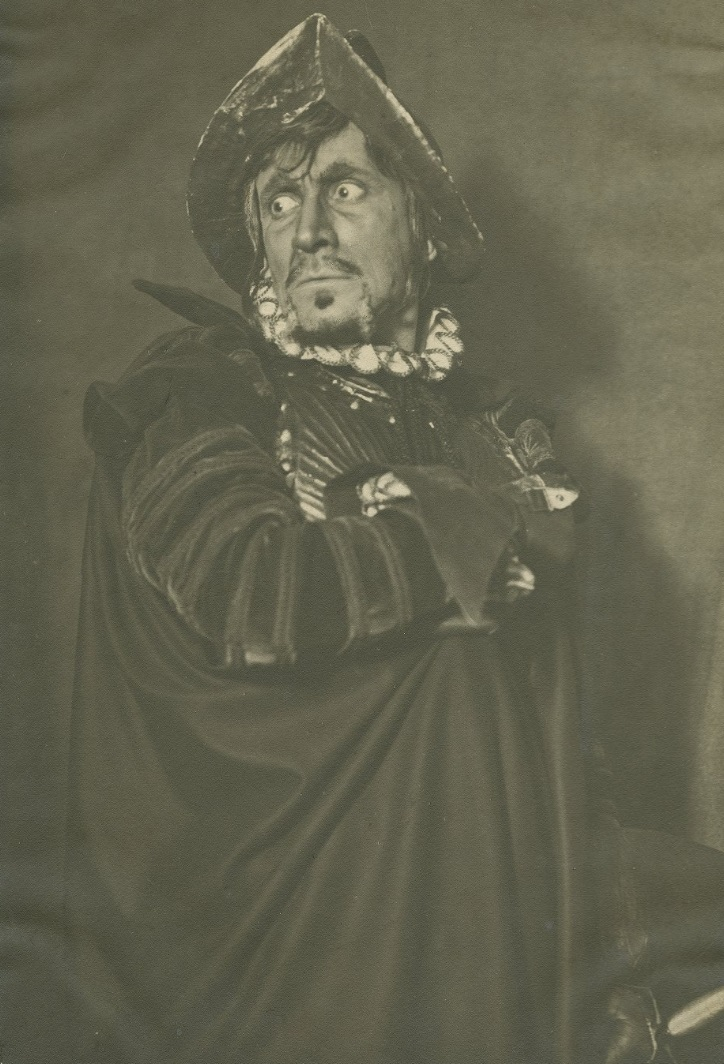
Dans Beaucoup de bruit pour rien (Broadway, 1913)

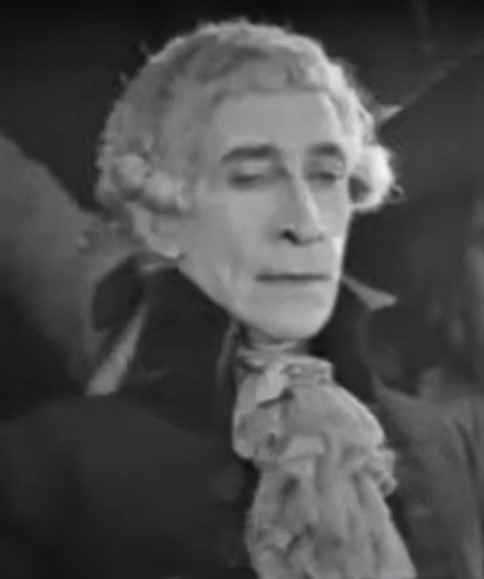
Dans Les Deux Orphelines (1921)

Actif principalement au théâtre, Sidney Herbert débute dans son pays natal puis poursuit sa carrière aux États-Unis vers la fin des années 1890, notamment à Broadway (New York), entre autres dans des pièces produites par Augustin Daly ou Charles Frohman. Sur les planches new-yorkaises, mentionnons Le Marchand de Venise (1898, avec Ada Rehan et Charles Richman) et Beaucoup de bruit pour rien (1913, avec Mary Boland et Laura Hope Crews) de William Shakespeare, Letty d'Arthur Wing Pinero (1904, avec William Faversham et Tom Terriss), Le Voleur d'Henri Bernstein (1907-1908, avec Margaret Illington, pièce reprise en 1911 aux côtés de Madame Simone), ou encore Arsène Lupin de Francis de Croisset et Maurice Leblanc (1909-1910, avec Ivan F. Simpson).
Il joue ses deux dernières pièces à Broadway en 1921, dont Macbeth de Shakespeare (avec Lionel Barrymore dans le rôle-titre et Julia Arthur).
Au cinéma, il contribue à huit films muets américains, les deux premiers sortis en 1920, dont Le Voleur de Charles Giblyn (adaptation de la pièce éponyme précitée, avec Pearl White et Charles Waldron). Suivent par exemple Les Deux Orphelines de D. W. Griffith (1921, avec Dorothy et Lillian Gish, où il personnifie Robespierre) et Sous la robe rouge d'Alan Crosland (1923, avec Alma Rubens et Otto Kruger).
Son dernier film est Larmes de reine d'Allan Dwan (1924, avec Gloria Swanson et Ian Keith). Retiré dans son pays natal, Sidney Herbert meurt à Londres en 1927.

## Théâtre à Broadway (intégrale)

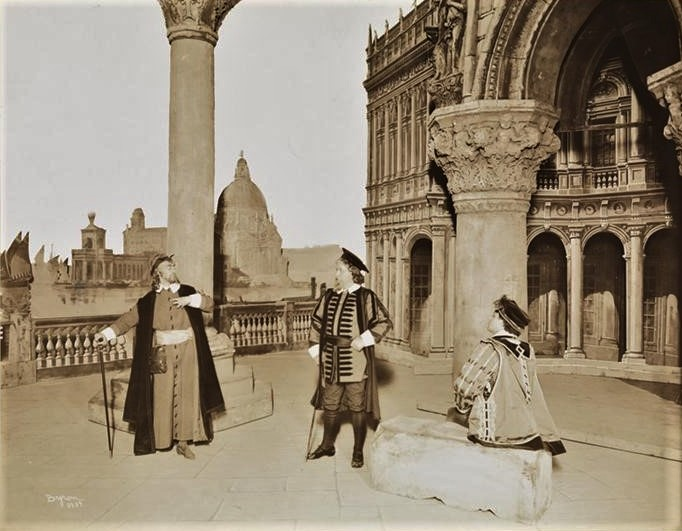
Le Marchand de Venise (1898), avec Sidney Herbert, Charles Richman et Wilfred Clarke (de g. à d.)

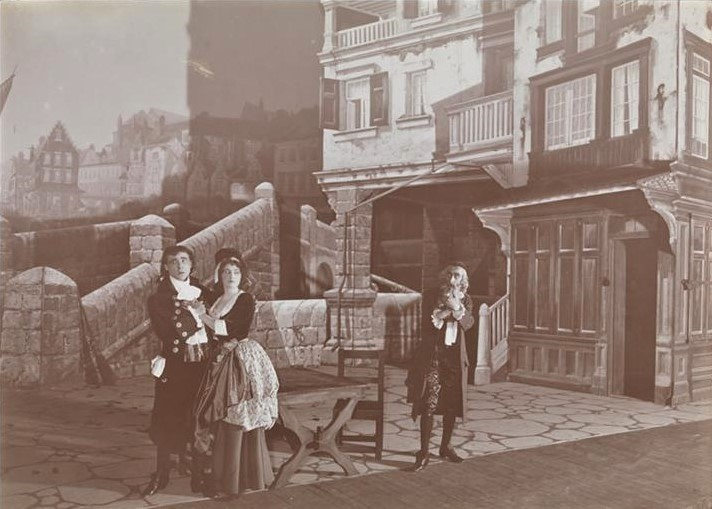
Le Ghetto (1899), avec Joseph Haworth, Grace Filkins et Sidney Herbert (de g. à d.)

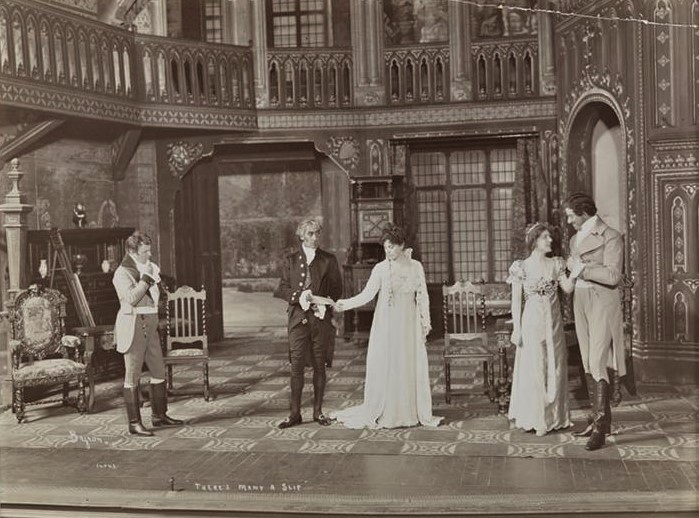
There's Many a Slip (1902, avec Leo Ditrichstein, Sidney Herbert, Jessie Millward, Beatrice Irwin et James Erskine (de g. à d.)

- 1896 : Comme il vous plaira (As You Like It) de William Shakespeare, production d'Augustin Daly : Duc Frederic
- 1898 : Le Marchand de Venise (The Merchant of Venice) de William Shakespeare, production d'Augustin Daly : Shylock
- 1899 : Le Ghetto (The Ghetto) d'Herman Heijermans, adaptation de Chester Bailey Fernald : Sachel
- 1899-1900 : My Lady's Lord de H. V. Esmond (en), production de Charles Frohman
- 1900 : Hearts Are Trumps de Cecil Raleigh[1], production de Charles Frohman
- 1901 : To Have and to Hold, adaptation par E. F. Boddington du roman éponyme de Mary Johnston, production de Charles Frohman
- 1902 : There's Many a Slip de R. Marshall, production de Charles Frohman
- 1903 : Résurrection (Resurrection), adaptation par Michael Morton du roman éponyme de Léon Tolstoï : Vladimir Simonson
- 1903 : A Fool and His Money de (et mise en scène par) George Broadhurst (en)
- 1903 : Captain Dieppe d'Anthony Hope et Harrison Rhodes, production de Charles Frohman
- 1904 : Letty d'Arthur Wing Pinero, production de Charles Frohman
- 1905 : Sherlock Holmes de William Gillette[2], d'après les écrits d'Arthur Conan Doyle, production de Charles Frohman
- 1906 : Cymbeline de William Shakespeare : Cloten
- 1907-1908 : Le Voleur (The Thief) d'Henri Bernstein, adaptation d'Haddon Chambers : M. Zambault[3] (rôle repris en 1911)
- 1909-1910 : Arsène Lupin (Arsene Lupin) de Francis de Croisset et Maurice Leblanc, production de Charles Frohman : Guerchard[4]
- 1911 : La Rafale (The Whirlwind) d'Henri Bernstein, adaptation de George Egerton
- 1912 : L'Assaut (The Attack) d'Henri Bernstein, adaptation de George Egerton, production de Charles Frohman
- 1913 : Liberty Hall (en) de R. C. Carton (en), production de Charles Frohman
- 1913 : Beaucoup de bruit pour rien (Much Ado About Nothing) de William Shakespeare, production de Charles Frohman : Don Juan
- 1913 : The Will de J. M. Barrie, production de Charles Frohman
- 1917 : The Wanderer, adaptation par Maurice Samuel du roman Der verlorene Sohn, ein Legendenspiel de Wilhelm August Schmidtbonn[5]
- 1919 : Molière (Moliere) de Philip Moeller : La Fontaine
- 1921 : Macbeth de William Shakespeare : Banquo
- 1921 : Le Juif errant (The Wandering Jew) de E. Temple Thurston : Tazzaro Zapportas[6]

## Filmographie complète

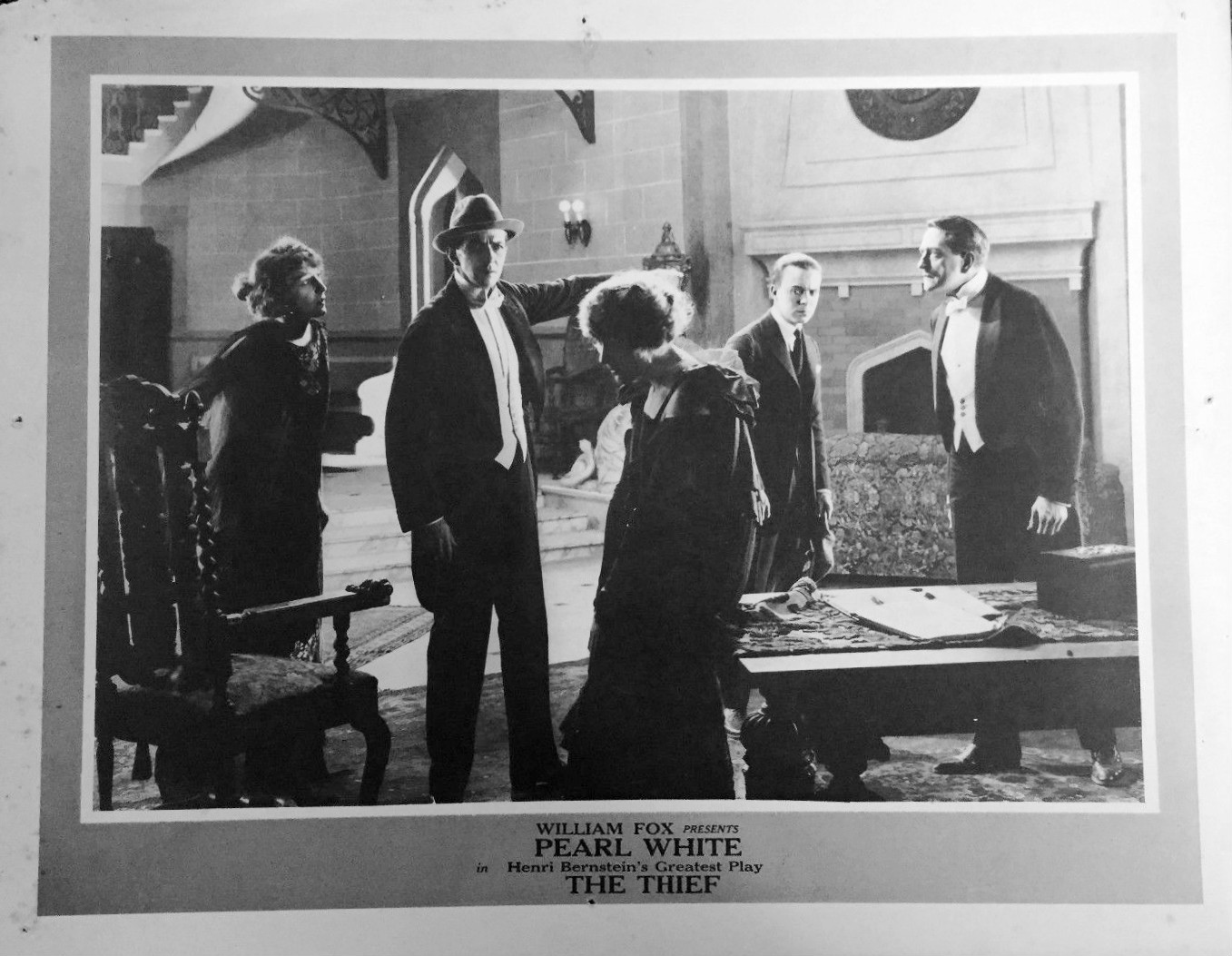
Le Voleur (1920), avec Sidney Herbert en chapeau

- 1920 : La Femme flétrie (en) (The Branded Woman) d'Albert Parker : le détective
- 1920 : Le Voleur (The Thief) de Charles Giblyn : Long
- 1921 : L'Héroïne du rail (en) (The Single Track) de Webster Campbell : Peddar
- 1921 : Les Deux Orphelines (Orphans of the Storm) de D. W. Griffith : Robespierre
- 1922 : L'Or impur (en) (Missing Millions) de Joseph Henabery : Frank Garber
- 1923 : Sous la robe rouge (Under the Red Robe) d'Alan Crosland : Père Joseph
- 1923 : Quand vient l'hiver (en) (If Winter Comes) d'Harry Millarde : Twyning
- 1924 : Larmes de reine (Her Love Story) d'Allan Dwan : le conseiller de l'archiduc